# Il mulino del Po (miniserie televisiva 1963)
Il mulino del Po è uno sceneggiato televisivo della Rai andato in onda nel 1963. Fu trasmesso in cinque puntate nella prima serata domenicale dal 13 gennaio al 10 febbraio sul Programma Nazionale (oggi Rai 1).

## Soggetto
Il soggetto fu tratto dal primo volume (intitolato Dio ti salvi) del romanzo omonimo di Riccardo Bacchelli - Il mulino del Po, appunto - che ne curò l'adattamento per il piccolo schermo insieme al regista Sandro Bolchi.

## Cast
Del cast facevano parte attori di formazione teatrale come Raf Vallone, Gastone Moschin, Tino Carraro, Giulia Lazzarini, Corrado Pani.

## Ambientazione
La cittadina di Crespino, in provincia di Rovigo, è servita come ambientazione per molte sequenze dello sceneggiato.
Le scene ambientate nel mulino furono girate presso il mulino natante ormeggiato in località Giaron a Pettorazza Grimani. 

## Seguito
Visto il grande successo, nel 1971 il regista tornò a collaborare con Riccardo Bacchelli per il seguito dello sceneggiato, che si basava sugli avvenimenti descritti negli ultimi due volumi del libro.